# The Trouble with Angels
The Trouble with Angels is een Amerikaanse filmkomedie uit 1966 onder regie van Ida Lupino.

## Verhaal
Mary Clancy en Rachel Devery zijn twee rebelse tienermeisjes die tegen hun zin naar een katholieke kostschool worden gestuurd in Pennsylvania. De meisjes zetten er voortdurend de school op stelten en moeder-overste zit al gauw met de handen in het haar. Na verloop van tijd krijgt Mary meer appreciatie voor de vroomheid en de toewijding van de nonnen.

## Rolverdeling
| Acteur              | Personage           |
| ------------------- | ------------------- |
| Rosalind Russell    | Moeder-overste      |
| Binnie Barnes       | Zuster Celestine    |
| Camilla Sparv       | Zuster Constance    |
| Mary Wickes         | Zuster Clarissa     |
| Marge Redmond       | Zuster Liguori      |
| Dolores Sutton      | Zuster Rose Marie   |
| Margalo Gillmore    | Zuster Barbara      |
| Portia Nelson       | Zuster Elizabeth    |
| Marjorie Eaton      | Zuster Ursula       |
| Barbara Bell Wright | Zuster Margaret     |
| Judith Lowry        | Zuster Prudence     |
| Hayley Mills        | Mary Clancy         |
| June Harding        | Rachel Devery       |
| Barbara Hunter      | Marvel-Ann          |
| Bernadette Withers  | Valerie             |
| Vicky Albright      | Charlotte           |
| Patty Ann Gerrity   | Sheila              |
| Vicki Draves        | Kate                |
| Wendy Winkelman     | Sandy               |
| Jewel Jaffe         | Ginnie-Lou          |
| Gail Liddle         | Priscilla           |
| Michael-Marie       | Ruth                |
| Betty Jane Royale   | Gladys              |
| Ronne Troup         | Helen               |
| Catherine Wyles     | Brigette            |
| Gypsy Rose Lee      | Mevrouw Phipps      |
| Jim Boles           | Mijnheer Gottschalk |
| Kent Smith          | Oom George          |
| Pat McCaffrie       | Mijnheer Devery     |
| Harry Harvey        | Mijnheer Grisson    |
| Mary Young          | Mevrouw Eldridge    |